# Trattato di Edimburgo

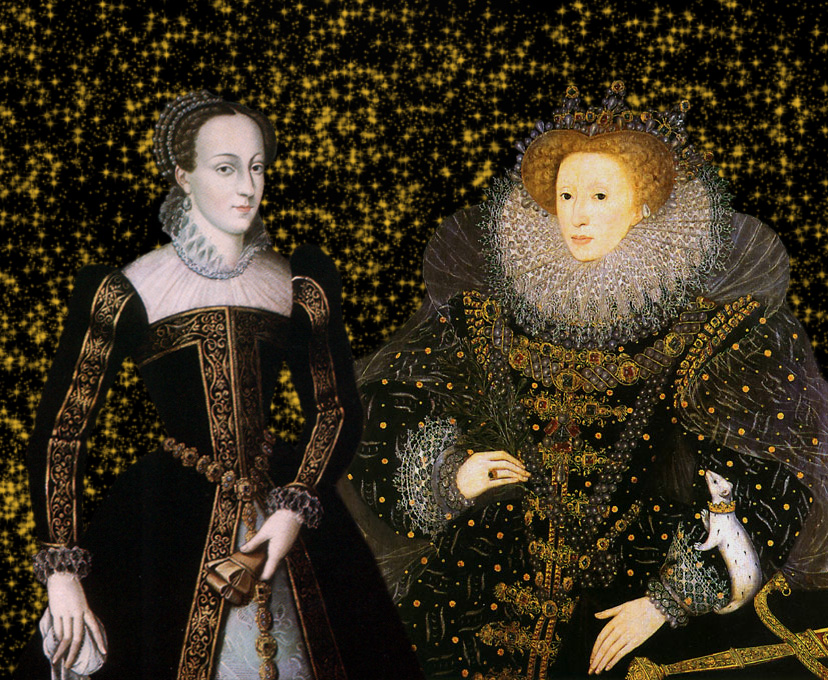
Maria Stuarda e Elisabetta d'Inghilterra

Il trattato di Edimburgo è un documento redatto nel 1560 dal Parlamento scozzese, nel tentativo di porre fine all'Auld Alliance con la Francia. Tuttavia, non fu mai ratificato da Maria Stuarda, la regina regnante all'epoca dei fatti, nonostante le notevoli pressioni che le furono fatte sino al 1587, anno della sua morte. Benché ella non l'abbia mai riconosciuto, il trattato fu firmato il 6 luglio e fu possibile per il Parlamento ottenere il ritiro delle truppe francesi e il passaggio dalla religione cattolica a quella calvinista; infatti, la regina Maria si trovava in Francia dal  1548 come consorte del re Francesco II, mentre la reggente sua madre, la duchessa francese Maria di Guisa, era morta il 10 giugno di idropisia. Nel dicembre dello stesso anno Francesco II morì e Maria Stuarda decise di ritornare in Scozia, dove arrivò il 19 agosto del 1561. La regina Maria continuò a disconoscere il trattato ratificato senza il suo consenso, ma avviò una politica tollerante lasciando il calvinismo come religione di Stato a patto che le venisse concesso di celebrare la messa cattolica nella sua cappella privata. Fu particolarmente interessata alla ratifica del trattato la regina di Inghilterra Elisabetta, poiché una delle clausole del documento escludeva la regina scozzese, nonché sua cugina, dalla successione al trono d'Inghilterra, e le riconosceva il legittimo diritto di sedere sul trono, contestatole dai cattolici europei. La regina protestante usò più volte l'arma del trattato contro Maria Stuarda, prigioniera in Inghilterra dal 1568, senza mai arrivare a qualcosa di fatto. Maria Stuarda fu giustiziata nel 1587, ma alla morte di Elisabetta, che non aveva figli, nel 1603, la corona passò a Giacomo VI di Scozia, il figlio di Maria, che unificò i Regni di Scozia e d'Inghilterra e salì al trono come Giacomo I.